# İpek Soroğlu
İpek Soroğlu (ur. 12 marca 1985 w Stambule) – turecka siatkarka, grająca na pozycji środkowej. Od sezonu 2018/2019 występuje w drużynie Türk Hava Yolları Spor Kulübü.

## Sukcesy klubowe
Top Teams Cup:
- 2004

Mistrzostwo Turcji:
- 2004, 2005, 2010, 2011
- 2014
- 2012

Superpuchar Turcji:
- 2009, 2010

Puchar Turcji:
- 2010

Liga Mistrzyń:
- 2012
- 2010
- 2011

Klubowe Mistrzostwa Świata:
- 2010
- 2012

Puchar CEV:
- 2014
- 2013

Puchar Challenge:
- 2015, 2017

## Sukcesy reprezentacyjne
Igrzyska Śródziemnomorskie:
- 2009

Liga Europejska:
- 2009
- 2010